# Ronda Rousey
Ronda Jean Rousey ([ˈraʊzi]; Riverside, 1 de fevereiro de 1987) é uma atriz, dubladora e lutadora de luta livre profissional, artes marciais mistas e judô.
Rousey foi a primeira americana a ganhar uma medalha olímpica no judô (bronze), conquistada nos Jogos Olímpicos de Verão de 2008 em Pequim. Ela também é ex-campeã do peso-galo do UFC, bem como foi a última campeã feminina do peso-galo do Strikeforce. Ela venceu 12 lutas de AMM consecutivas, seis delas no Ultimate Fighting Championship (UFC), perdendo posteriormente para Holly Holm em novembro de 2015. Onze dessas lutas Rousey venceu no primeiro assalto, nove delas por finalização. Rousey foi treinada por Gokor Chivichyan da Hayastan MMA Academy, e por Edmond Tarverdyan da Glendale Fighting Club.
Em maio de 2015, duas revistas classificaram Rousey como a atleta ativa mais "dominante". Em setembro do mesmo ano, uma votação feita pela ESPN a elegeu como a melhor atleta feminina de todos os tempos. Posteriormente, Rousey declarou ser a atleta mais bem paga do UFC, tanto entre os homens como entre as mulheres. Também em 2015, ela foi a terceira pessoa mais procurada no Google. Em janeiro de 2017, Rousey é classificada como a lutadora peso-galo nº 4 no mundo de acordo com o UFC e como a nº 9 segundo o Sherdog.
A carreira cinematográfica de Rousey começou em 2014 com o filme Os Mercenários 3. Em 2015, ela também atuou em Furious 7 e em Entourage.

## Infância
Ronda nasceu no Condado de Riverside, no estado da Califórnia. Ela é filha de Ron Rousey e da ex-judoca AnnMaria De Mars. Sua mãe teve uma carreira vitoriosa no judô, sendo a primeira americana a vencer um campeonato mundial da modalidade, em 1984. Rousey possui ascendência venezuelana, inglesa e polonesa.

## Vida pessoal
Quando Ronda tinha oito anos de idade, seu pai Ron Rousey cometeu suicídio. Ele sofria dores crônicas nas costas após sofrer um acidente anos antes. Ele foi o maior incentivador de Ronda dizendo que ela poderia ser o que ela desejasse, inclusive uma "Super heroína".

## Judô
Em 2004, aos 17 anos, Ronda classificou-se para os Jogos Olímpicos de Atenas, tornando-se a mais jovem judoca a participar dos jogos. No mesmo ano, ganhou a medalha de ouro no Campeonato Mundial Junior, em Budapeste na Hungria.
Em 2006, aos 19 anos,ganhou a medalha de bronze no Campeonato Mundial Junior, tornando-se a primeira atleta americana a conquistar duas medalhas do Mundial Junior.
Em Fevereiro de 2007, subiu para categoria até 70 kg, onde foi classificada como uma das três melhores lutadoras do mundo. No mesmo ano, ela ganhou a medalha de prata, na categoria peso médio, no Campeonato Mundial de Judô e a medalha de ouro nos Jogos Pan-americanos.
Em Agosto de 2008, participou dos Jogos Olímpicos de Pequim, na China. Foi derrotada nas Quartas de Final pela holandesa ex-campeã mundial Edith Bosch, porém se qualificou para disputar a medalha de bronze através da repescagem. Rousey derrotou Annett Boehm por Yuko conquistando a medalha de bronze (Nota: O Judô oferece duas medalhas de bronze por categoria de peso). Com a vitória, se tornou a primeira americana a conquistar uma medalha olímpica no Judô feminino desde sua inclusão como esporte olímpico, em 1992.

## MMA
Fez sua estréia como lutadora de artes marciais mistas em 6 de agosto de 2010 pelo evento amador Tuff-N-Uff: Las Vegas vs. 10th Planet Riverside, onde derrotou Hayden Munoz.
Rousey ainda fez mais duas lutas amadoras contra Autumn Richardson e Taylor Stratford, Rousey venceu ambas as lutas por finalização arm lock com menos de um minuto de luta
Em 23 de março de 2011 fez sua estréia profissional no evento King of the Cage: Turning Point, onde obteve êxito contra a brasileira Ediene Gomes. vencendo por finalização arm lock aos 0:25 do 1° round. Fez sua segunda luta como profissional contra Charmaine Tweet no HKFC: School of Hard Knocks 12, vencendo também por finalização.

### Strikeforce
Fez sua estreia pelo Strikeforce em 12 de agosto de 2011 no Strikeforce Challengers: Gurgel vs. Duarte contra Sarah D'Alelio, vencendo D'Alelio por finalização arm lock. Sua segunda luta pela organização foi no Strikeforce Challengers: Britt vs. Sayers em 18 de novembro de 2011, contra a canadense Julia Budd. Ronda Rousey derrotou Julia por finalização arm lock aos 0:39 do 1° round e se tornou desafiante ao cinturão dos peso-galos femininos do Strikeforce.
Em 3 de março de 2012, Ronda lutou contra a campeã Miesha Tate no Strikeforce: Tate vs. Rousey, segundo evento do Strikeforce a ter uma luta feminina como combate principal. Durante os meses que antecederam a luta Miesha e Ronda trocaram provocações constantemente o que gerou um grande marketing para o combate e chamou a atenção da mídia especializada. Ronda derrotou Miesha por finalização arm lock aos 4:27 do primeiro round, se tornando a mais nova campeã peso-galo da organização.
Em 18 de agosto de 2012 ocorreu o Strikeforce: Rousey vs. Kaufman, onde Rousey defendeu seu cinturão ao vencer Sarah Kaufman porfinalização arm lock. Rousey conseguiu sua 6° vitória consecutiva por arm lock sendo todas no primeiro round e passando a ter um perfeito cartel de 6-0-0.

### Ultimate Fighting Championship
Em 10 de novembro de 2012 Ronda Rousey foi contratada pelo UFC.
Em 6 de dezembro de 2012 durante a conferência do evento UFC on Fox: Henderson vs. Diaz Dana White entregou a Rousey o Cinturão Peso Galo Feminino do UFC, e anunciou que a estréia e a primeira defesa de cinturão de Rousey pelo UFC seria em 23 de fevereiro de 2013 contra Liz Carmouche na luta principal do UFC 157.
Rousey defendeu seu cinturão no UFC 157 contra Liz e manteve o título vencendo a luta. Logo no início da luta, Ronda tentou uma queda e abriu uma brecha para que Liz fosse para suas costas, e então a desafiante quase conseguiu um Mata-Leão, mas que foi muito bem defendido pela campeã. Após escapar da finalização, Ronda imobilizou a adversária no chão e desferiu diversos golpes, sendo que no minuto final, conseguiu a montada e em seguida um armlock  que fez com que a desafiante ao cinturão desistisse faltando menos de 30 segundos para o fim do primeiro round.
Ronda era esperada para ser técnica do The Ultimate Fighter 18 contra Zingano e lutar contra ela no fim do programa, porém, uma lesão impediu que Zingano participasse do TUF e ela foi substituída por Miesha Tate. Após muitas provocações e discussões na casa, Ronda e Miesha se enfrentaram em 28 de dezembro de 2013 no UFC 168, Rousey ganhou por finalização no terceiro round.
Na mesma semana da luta contra Miesha, o Ultimate confirmou a próxima adversária de Rowdy deria Sara McMann. O duelo colocou frente a frente duas medalhistas olímpicas já que Sara ganhou a medalha de prata em wrestling olímpico em 2004. A luta ocorreu em 22 de fevereiro de 2014 no UFC 170. Rousey venceu por nocaute técnico no primeiro round, essa foi a primeira vitória de Rowdy por nocaute e ainda ganhou o prêmio de Performance da Noite.
Após vários boatos envolvendo a ex-campeã aposentada do Strikeforce Gina Carano, a campeã do Invicta FC Cris Cyborg e a campeã do Legacy FC Holly Holm, o UFC informou que a próxima adversária de Rowdy seria Alexis Davis. A luta aconteceu em 5 de julho de 2014 no UFC 175; Ronda venceu por nocaute em apenas 16 segundos contra Alexis.
Como evento principal do UFC 184 ocorrido no dia 28 de fevereiro de 2015, Ronda enfrentou a então invicta Zingano, e mais uma vez decidiu a luta nos primeiros segundos do primeiro round. Ronda faturou mais uma vez o prêmio de performance da noite, e aniquilou suas três últimas adversárias, juntas, em apenas 1m36s.
Em 02 de agosto de 2015, Ronda Rousey vence por nocaute a desafiante Bethe Correia em apenas 34 segundos, defendendo assim seu cinturão no UFC 190.

### Primeira derrota e perda do cinturão: Rousey x Holm
Primeiramente a desafiante escolhida foi Miesha Tate, mas o UFC voltou atrás na decisão e escolheu a americana Holly Holm, 19 vezes campeã de boxe, e invicta no MMA. A luta aconteceria em 2 de Janeiro de 2016 no UFC 195. No entanto, devido a uma lesão de Robbie Lawler, o UFC mudou a luta de Rousey e Holm para o evento principal da edição 193 do Ultimate. Assim, a luta entre as duas foi datada para 14 de Novembro de 2015, em Melbourne, Austrália.
O clima de tensão, resultado da quente encarada na pesagem, ficou claro antes mesmo do início da luta, onde Ronda parecia muito nervosa e revoltada com sua oponente. Ronda Rousey se recusou a tocar as luvas de Holly antes de Herb Dean autorizar que o combate começasse. Diferentemente de suas últimas lutas, Ronda viu sua trocação ser colocada constantemente à prova. Ex-campeã de boxe, Holly conseguiu desferir bons socos no rosto da campeã, que se mostrava frustrada e cansada. Ronda partia constantemente para cima de Holm mas sem efeito. Holly mantinha a luta na longa distância e tentava soltar golpes exponenciais. No segundo round,voltando a se esquivar e com um chute certeiro de esquerda, Holly mandou Ronda para o chão e foi para cima com uma série de golpes que só terminou com a paralisação de Herb Dean. A divisão feminina dos galos tem agora uma nova campeã.
Por ironia do destino, em uma entrevista dada ao apresentador americano Jimmy Fallon, no dia 08 de outubro de 2015, Ronda previu como seria derrotada para Holm:
| “ | "Essa luta vai ser muito mais longa do que as anteriores, porque ela é 19 vezes campeã de boxe, com 100% de defesa de quedas e nocautes com chutes na cabeça. Ela está invicta e é uma atleta maravilhosa, definitivamente o maior perigo que já enfrentei.(...) Acho que ela vai tentar manter a distância para me deixar tão frustrada a ponto de eu cometer um erro e aí ela vai tentar chutar a minha cabeça, mas isso não vai acontecer. É apenas o que ela quer." | ” |

Ronda encerrou a sua carreira no MMA, com um retrospecto de 12 vitórias e duas derrotas, e sendo a única atleta da história do UFC que fez disputas de cinturão todas as suas lutas na organização.

## Aposentadoria
Ronda explicou a razão pela qual se aposentou do MMA em sua biografia Our Fight (Nossa Luta), ela disse ter escondido um histórico de concussões cerebrais que vinha desde a época em que lutava judô.
| “                                   | O meu histórico de concussões cerebrais, que eu tive de manter em segredo por anos para poder competir no MMA e no WWE, foi a razão da minha aposentadoria. Eu não poderia falar sobre isso em uma entrevista ou um artigo, porque as pessoas poderiam não entender. Eu sofri muitas concussões quando eu estava no judô, antes mesmo de entrar no MMA, eu não podia falar sobre isso quando eu estava fazer MMA porque literalmente colocaria um alvo na minha cabeça e talvez eu não tivesse mais permissão para competir. | ” |
| — Ronda em sua biografia Our Fight. | |   |

## Campeonatos e realizações
- Ultimate Fighting Championship
  - Campeã Peso Galo do UFC (primeira campeã)
  - Luta da Noite: (Uma Vez) vs. Miesha Tate
  - Finalização da Noite: (Uma Vez) vs. Miesha Tate
  - Performance da Noite: ( Quatro vezes)  vs. Sara McMann, vs. Alexis Davis e vs. Zingano  e vs Bethe Correia
- Strikeforce
  - Campeã Peso Galo do Strikeforce (última campeã da organização)
- WWE
  - Campeonato Feminino do SmackDown da WWE (2 vezes)[30]
  - Campeonato Feminino do Raw da WWE (1 vez)[31]
  - Campeonato de Duplas Femininas da WWE (1 vez) – com Shayna Baszler[32]
  - Royal Rumble feminino (2022)
- World MMA Awards
  - Lutadora do ano (2012)
  - Lutadora do ano (2013)[33]
  - Lutadora do ano (2014)

- ESPYs Awards "Oscar do Esporte"
  - Melhor Atleta Feminina (2014)
  - Melhor Atleta Feminina (2015)
  - Lutador(a) do Ano (2015)

- Women's MMA Awards 
  - 2011 Lutadora do Ano
  - 2011 Feminina peso-galo do Ano
  - 2011 Revelação Feminina do Ano

- On The Mat 
  - Revelação do ano

- Inside MMA 
  - 2011 Lutadora do ano

- MiddleEasy 
  - 2011 Submissão do ano (Ronda Rousey vs. Julia Budd)

## Judô
- Jogos Olímpicos de Verão de 2008
  - Medalha de Bronze

- Federação Internacional de Judô
  - 2008 World Cup Senior Medalha de Ouro
  - 2008 Belgian Ladies Open Senior Medalha de Bronze
  - 2007 Jigoro Kano Cup Senior Medalha de Prata
  - 2007 Finnish Open Senior Medalha de Ouro
  - 2007 German Open Senior Medalha de Bronze
  - 2007 Jogos Pan-Americanos Medalha de Ouro
  - 2007 World Cup Senior Medalha de Ouro
  - 2007 British Open Senior Medalha de Ouro
  - 2006 Finnish Open Senior Medalha de Bronze
  - 2006 Swedish Open Senior Medalha de Ouro
  - 2006 World Judo Championships Junior Medalha de Bronze
  - 2006 Rendez-Vous Senior Medalha de Ouro
  - 2006 Pan American Judo Championships Women's Championships Senior Medalha de Prata
  - 2006 World Cup Senior Medalha de Ouro
  - 2006 Belgian Ladies Open Senior Medalha de Ouro
  - 2005 Ontario Open Senior Medalha de Ouro
  - 2005 Rendez-Vous Senior Medalha de Ouro
  - 2005 Pan American Judo Championships Women's events Championships Senior Medalha de Ouro
  - 2004 Ontario Open Senior Medalha de Ouro
  - 2004 Ontario Open Junior Medalha de Ouro
  - 2004 World Judo Championships Medalha de Ouro
  - 2004 Rendez-Vous Senior Medalha de Bronze
  - 2004 Pan American Championships Senior Medalha de Ouro
  - 2003 Rendez-Vous Senior Medalha de Ouro
  - 2001 Coupe Canada Senior Cup Medalha de Ouro
- USA Judô
  - USA Senior National Championship (2004, 2005, 2006, 2007, 2008, 2010)
  - USA Senior Olympic Team Trials Winner (2004, 2008)
  - 2007 US Open Senior Medalha de Ouro
  - 2006 US Open Senior Medalha de Ouro
  - 2006 USA Fall Classic Senior Medalha de Ouro
  - 2006 US Open Junior Medalha de Ouro
  - 2005 US Open Senior Medalha de Ouro
  - 2005 US Open Junior Medalha de Prata
  - 2004 US Open Senior Medalha de Bronze
  - 2003 US Open Senior Medalha de Prata
  - 2003 USA Fall Classic Senior Medalha de Ouro
  - 2002 US Open Junior Medalha de Ouro

## Cartel no MMA
| Cartel no MMA   |             |            |
| 14 lutas        | 12 vitórias | 2 derrotas |
| Por nocaute     | 3           | 2          |
| Por finalização | 9           | 0          |
| Por decisão     | 0           | 0          |

| Res.    | Cartel | Oponente        | Método                              | Evento                                     | Data       | Round | Tempo | Local                   | Notas                                                                          |
| ------- | ------ | --------------- | ----------------------------------- | ------------------------------------------ | ---------- | ----- | ----- | ----------------------- | ------------------------------------------------------------------------------ |
| Derrota | 12-2   | Amanda Nunes    | Nocaute Técnico (socos)             | UFC 207: Nunes vs. Rousey                  | 30/12/2016 | 1     | 0:48  | Las Vegas, Nevada       | Pelo Cinturão Peso Galo Feminino do UFC; Anunciou a sua aposentadoria em 2018. |
| Derrota | 12-1   | Holly Holm      | Nocaute (chute na cabeça e socos)   | UFC 193: Rousey vs. Holm                   | 14/11/2015 | 2     | 0:59  | Melbourne               | Perdeu o Cinturão Peso Galo Feminino do UFC; Luta da Noite.                    |
| Vitória | 12-0   | Bethe Correia   | Nocaute (soco)                      | UFC 190: Rousey vs. Correia                | 01/08/2015 | 1     | 0:34  | Rio de Janeiro          | Defendeu o Cinturão Peso Galo Feminino do UFC; Performance da Noite.           |
| Vitória | 11-0   | Cat Zingano     | Finalização (chave de braço)        | UFC 184: Rousey vs. Zingano                | 28/02/2015 | 1     | 0:14  | Los Angeles, Califórnia | Defendeu o Cinturão Peso Galo Feminino do UFC; Performance da Noite.           |
| Vitória | 10-0   | Alexis Davis    | Nocaute (socos)                     | UFC 175: Weidman vs. Machida               | 05/07/2014 | 1     | 0:16  | Las Vegas, Nevada       | Defendeu o Cinturão Peso Galo Feminino do UFC; Performance da Noite.           |
| Vitória | 9-0    | Sara McMann     | Nocaute Técnico (joelhada no corpo) | UFC 170: Rousey vs. McMann                 | 22/02/2014 | 1     | 1:06  | Las Vegas, Nevada       | Defendeu o Cinturão Peso Galo Feminino do UFC; Performance da Noite            |
| Vitória | 8-0    | Miesha Tate     | Finalização (chave de braço)        | UFC 168: Weidman vs. Silva II              | 28/12/2013 | 3     | 0:58  | Las Vegas, Nevada       | Defendeu o Cinturão Peso Galo Feminino do UFC; Luta e Finalização da Noite.    |
| Vitória | 7-0    | Liz Carmouche   | Finalização (chave de braço)        | UFC 157: Rousey vs. Carmouche              | 23/02/2013 | 1     | 4:49  | Anaheim, California     | Estreia no UFC; Defendeu o Cinturão Peso Galo Feminino do UFC.                 |
| Vitória | 6-0    | Sarah Kaufman   | Finalização (chave de braço)        | Strikeforce: Rousey vs. Kaufman            | 18/08/2012 | 1     | 0:54  | San Diego, California   | Defendeu o Cinturão Peso Galo Feminino do Strikeforce.                         |
| Vitória | 5-0    | Miesha Tate     | Finalização (chave de braço)        | Strikeforce: Tate vs. Rousey               | 03/03/2012 | 1     | 4:27  | Columbus, Ohio          | Ganhou o Cinturão Peso Galo Feminino do Strikeforce.                           |
| Vitória | 4-0    | Julia Budd      | Finalização (chave de braço)        | Strikeforce Challengers: Britt vs. Sayers  | 18/11/2011 | 1     | 0:39  | Las Vegas, Nevada       |                                                                                |
| Vitória | 3-0    | Sarah D'Alelio  | Finalização (chave de braço)        | Strikeforce Challengers: Gurgel vs. Duarte | 12/08/2011 | 1     | 0:25  | Las Vegas, Nevada       | Estreia no Strikeforce.                                                        |
| Vitória | 2-0    | Charmaine Tweet | Finalização (chave de braço)        | HKFC: School of Hard Knocks 12             | 17/06/2011 | 1     | 0:49  | Calgary, Alberta        |                                                                                |
| Vitória | 1-0    | Ediane Gomes    | Finalização (chave de braço)        | King of the Cage: Turning Point            | 27/03/2011 | 1     | 0:25  | Tarzana, California     |                                                                                |

### Amador
| Res.    | Cartel | Oponente          | Método                       | Evento                                          | Data       | Round | Tempo | Local              | Notas |
| ------- | ------ | ----------------- | ---------------------------- | ----------------------------------------------- | ---------- | ----- | ----- | ------------------ | ----- |
| Vitória | 3-0    | Taylor Stratford  | Finalização (chave de braço) | Tuff-N-Uff: Las Vegas vs. 10th Planet Riverside | 07/01/2011 | 1     | 0:24  | Las Vegas, Nevada  |       |
| Vitória | 2-0    | Autumn Richardson | Finalização (chave de braço) | Tuff-N-Uff: Future Stars of MMA                 | 12/11/2010 | 1     | 0:57  | Las Vegas, Nevada  |       |
| Vitória | 1-0    | Hayden Munoz      | Finalização (chave de braço) | Combat Fight League: Ground Zero                | 06/08/2010 | 1     | 0:23  | Oxnard, California |       |

## Carreira artística
Em 2014, estreou como atriz no cinema com o filme Os Mercenários 3, ao lado de Sylvester Stallone e Jason Statham, seguindo-se uma participação em Velozes e Furiosos 7.

### Filmografia
| Ano  | Título                                           | Papel               | Notas |
| ---- | ------------------------------------------------ | ------------------- | ----- |
| 2014 | Os Mercenários 3                                 | Luna                |       |
| 2015 | Velozes & Furiosos 7                             | Kara                |       |
| 2015 | Entourage: Fama e Amizade                        | Ela mesma           |       |
| 2018 | Mile 22                                          | Samantha "Sam" Snow |       |
| 2019 | As Panteras                                      | Instrutor de Luta   | Cameo |
| 2019 | Through My Father's Eyes: The Ronda Rousey Story | Ela mesma           |       |

### Televisão
| Ano  | Título                 | Papel           | Notas                         |
| ---- | ---------------------- | --------------- | ----------------------------- |
| 2011 | Honoo-no Taiiku-kai TV | Ela mesma       |                               |
| 2016 | Drunk History          | Gallus Mag      | Episódio: "Scoundrels"        |
| 2017 | Blindspot              | Devon Penberthy | Episódio: "In Words, Drown I" |
| 2019 | 9-1-1                  | Lena Bosko      |                               |
| 2019 | Total Divas            | Ela mesma       |                               |
| 2023 | Stars On Mars          | Ela mesma       | 1° Temporada                  |

### Games
| Ano  | Título           | Papel             | Notas                       |
| ---- | ---------------- | ----------------- | --------------------------- |
| 2014 | EA Sports UFC    | Ela mesma         |                             |
| 2016 | EA Sports UFC 2  | Ela mesma         |                             |
| 2018 | EA Sports UFC 3  | Ela mesma         |                             |
| 2018 | WWE 2K19         | Ela mesma         | também Captura de movimento |
| 2019 | Mortal Kombat 11 | Sonya Blade (Voz) |                             |
| 2019 | WWE 2K20         | Ela mesma         | também Captura de movimento |